# Rob Halford

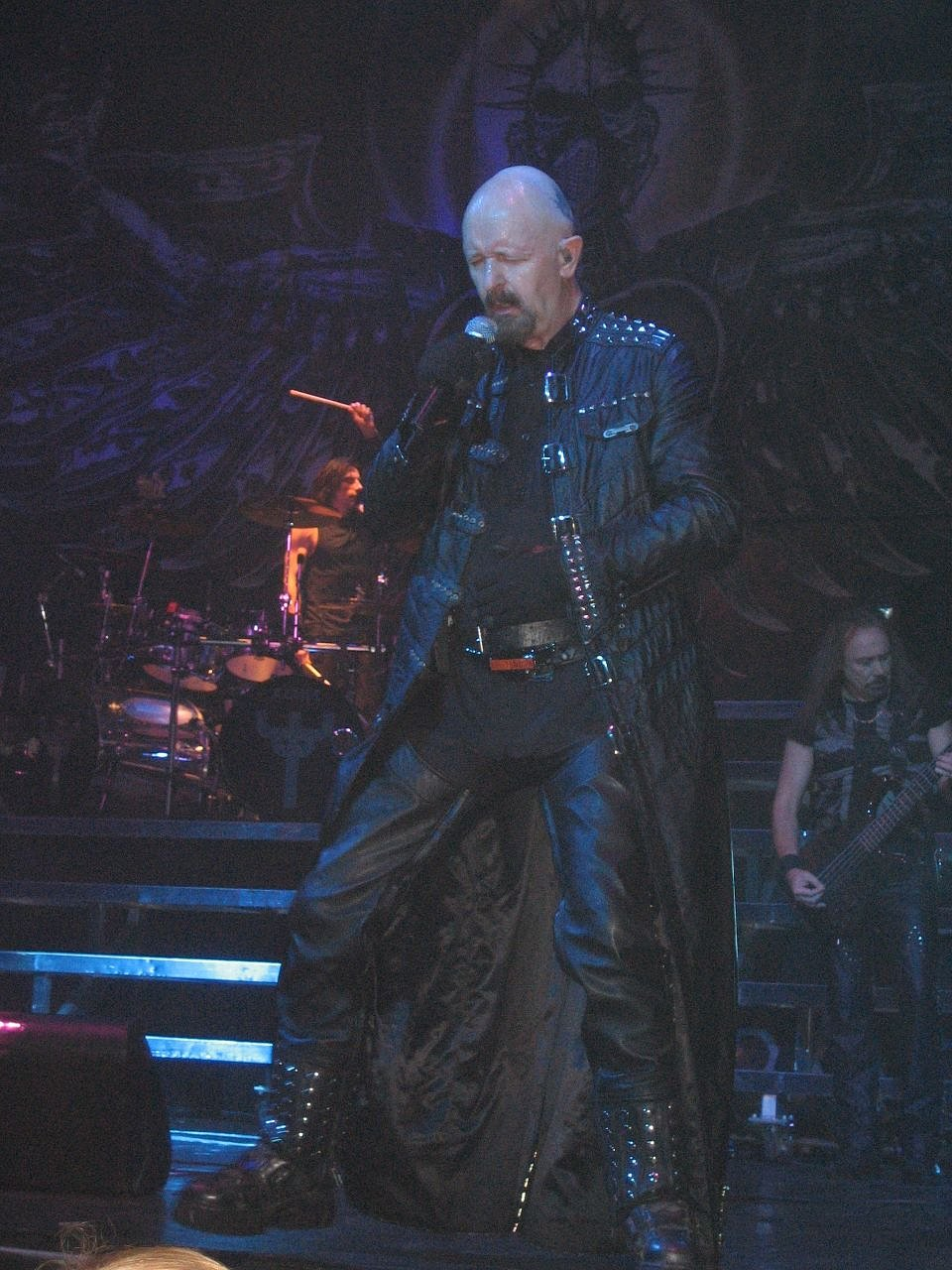
Rob Halford, 'The Metal God' in 2005

Robert John Arthur Halford (Sutton Coldfield (Birmingham), 25 augustus 1951) is een Engelse zanger en tekstschrijver. Hij werd in 1973 zanger van de heavy-metalband Judas Priest. Halford is bekend om zijn hoge tonen (in zijn jonge jaren tot bijna vijf octaven), lederimago en opkomen met een motor (meestal een Harley Davidson). Zijn lederstijl is overgenomen door heavy-metalfans en -artiesten over heel de wereld. Dankzij zijn invloeden in de metal- en rockwereld, kreeg hij de bijnaam The Metal God. 

## Leven en carrière
Voordat hij bij Judas Priest kwam, speelde hij in de bands Hiroshima, Abraxas, Thark, Lord Lucifer en Athens Wood. Na een twintigjarige carrière bij Judas Priest verkreeg de band internationale roem; Halford verliet de band in 1992 om aan een solocarrière te werken. Eerst vormde hij de band Fight. Daarna werkte hij samen met Nine Inch Nails-frontman Trent Reznor voor een project genaamd 2wo (een industrial-project) dat uitkwam onder Reznors Nothing Records label. In 1998 kwam Halford op MTV openlijk uit voor zijn homoseksualiteit, wat fans al jaren wisten en dus een publiek geheim was. Later vormde hij de band Halford en keerde hij terug naar zijn metal-stijl door het uitbrengen van de cd Ressurection in 2000, geproduceerd door Roy Z. In juli 2003 keerde Halford terug naar Judas Priest. Met die band bracht hij toen de cd Angel of Retribution uit. De wereldtournee markeerde de bands veertigste verjaardag. In 2005, 2008 en 2009 kwam er nog een studioalbum uit en in 2010 een heruitgave van 'British Steel' met daarbij een live-cd en dvd, opgenomen dertig jaar na het uitkomen van British Steel in 1980.